# Natalie Lisinska
Natalie Lisinska, née le 11 janvier 1982 à Shrewsbury, est une actrice canadienne.

## Filmographie
- Jeunes adultes qui baisent (2007)
- Chloé (2009)
- Total Recall : Mémoires programmées (2012)
- Orphan Black (2013)
- candidat a l amour  (2014)